# Pružný spoj
Pružný spoj je jeden z druhů spojení dvou materiálů. Pružný spoj zabraňuje přenášení otřesu, chvění apod. z jedné části na druhou. Jako tlumící prvky o odpružení součástí se používají pružiny. Pružiny jsou strojní součásti, které jsou na základě změny svého tvaru schopny při použití vysoce pružných materiálů akumulovat pružnou energii. Podle funkce a tvaru mohou být pružiny zatěžovány osovou silou, ohybem nebo krutem. Podle materiálu, z kterého jsou vyrobeny, dělíme pružiny na kovové a pryžové.

## Rozdělení
- Rozebíratelné spoje
- Spoje se silovým stykem
- Spoj vznikne, pokud se mezi dvě součásti vloží ocelový nebo pryžový pružící prvek → umožnění pohybu spojených součástí

## Výhody
- Vnější silové zatížení se nepřenáší na druhou součást přímo, ale s časovým posunem a pozvolna → zmírnění dynamických účinků
  - Použití: U dopravních prostředků
- Schopnost akumulovat energii a zpětně ji uvolňovat
  - Použití: Pojistné ventily
  - Použití: K vratnému pohybu sacích a výfukových ventilů u spalovacích motorů

## Použití
- Kde je nutno zajistit stálou přítlačnou sílu
- Nutno zabezpečit zpětný pohyb pohybující se součásti
- Kde je potřeba pružné uložení